# Богдање
Богдање је насеље у Србији у општини Трстеник у Расинском округу. Према попису из 2022. било је 814 становника (према попису из 1991. било је 1235 становника).
Популарна серија Село гори а баба се чешља снимана је између осталог и у овом селу.

## Историја
До Другог српског устанка Богдање се налазило у саставу Османског царства. Након Другог српског устанка Богдање улази у састав Кнежевине Србије и административно је припадало Јагодинској нахији и Левачкој кнежини све до 1834. године када је Србија подељена на сердарства.
У селу је на остацима некадашње цркве почета градња нове 2021. године средствима Љубише Радојевића (1925-2022) који је дуго живео у Канади.

## Демографија
У насељу Богдање живи 876 пунолетних становника, а просечна старост становништва износи 43,9 година (41,8 код мушкараца и 46,0 код жена). У насељу има 351 домаћинство, а просечан број чланова по домаћинству је 3,01.
Ово насеље је великим делом насељено Србима (према попису из 2002. године), а у последња три пописа, примећен је пад у броју становника.
|  |

| Демографија | Демографија | Демографија |
| Година      | Становника  | Становника  |
| ----------- | ----------- | ----------- |
| 1948.       | 1.163       |             |
| 1953.       | 1.275       |             |
| 1961.       | 1.308       |             |
| 1971.       | 1.281       |             |
| 1981.       | 1.315       |             |
| 1991.       | 1.235       | 1.194       |
| 2002.       | 1.055       | 1.098       |

| Етнички састав према попису из 2002.‍ | Етнички састав према попису из 2002.‍ | Етнички састав према попису из 2002.‍ | Етнички састав према попису из 2002.‍ | Етнички састав према попису из 2002.‍ |
| ------------------------------------ | ------------------------------------ | ------------------------------------ | ------------------------------------ | ------------------------------------ |
|                                      |                                      |                                      |                                      |                                      |
| Срби                                 | Срби                                 |                                      | 1.045                                | 99,05%                               |
| Црногорци                            | Црногорци                            |                                      | 5                                    | 0,47%                                |
| Македонци                            | Македонци                            |                                      | 1                                    | 0,09%                                |
| непознато                            | непознато                            |                                      | 2                                    | 0,18%                                |

| Богдање у пописима Јагодинске нахије — од 1818. до 1829.                          |       |       |       |       |       |       |          |       |       |       |       |       |
| Година пописа                                                                     | 1818. | 1819. | 1820. | 1821. | 1822. | 1823. | 1824/25. | 1825. | 1826. | 1827. | 1828. | 1829. |
| Куће                                                                              | 41    | 40    | 43    | 43    | 42    | 43    | 47       | 47    | 48    | 51    | 51    | 54    |
| Пореске главе*                                                                    | -     | 50    | 54    | 54    | 53    | 52    | 59       | 59    | 62    | 58    | 57    | 59    |
| Арачке главе**                                                                    | 94    | 110   | 112   | 109   | 112   | 115   | 125      | 122   | 122   | 127   | 128   | 136   |
| *Пореске главе = Ожењени мушкарци \| ** Арачке главе = Мушкарци од 7 до 70 година |       |       |       |       |       |       |          |       |       |       |       |       |

| Година пописа     | 1948. | 1953. | 1961. | 1971. | 1981. | 1991. | 2002. |
| ----------------- | ----- | ----- | ----- | ----- | ----- | ----- | ----- |
| Број домаћинстава | 212   | 227   | 269   | 293   | 301   | 311   | 351   |

| Број чланова      | 1  | 2  | 3  | 4  | 5  | 6  | 7 | 8 | 9 | 10 и више | Просек |
| ----------------- | -- | -- | -- | -- | -- | -- | - | - | - | --------- | ------ |
| Број домаћинстава | 70 | 95 | 59 | 61 | 32 | 25 | 8 | 1 | 0 | 0         | 3,01   |

| Пол    | Укупно | Неожењен/Неудата | Ожењен/Удата | Удовац/Удовица | Разведен/Разведена | Непознато |
| ------ | ------ | ---------------- | ------------ | -------------- | ------------------ | --------- |
| Мушки  | 448    | 117              | 302          | 18             | 11                 | 0         |
| Женски | 469    | 70               | 301          | 93             | 5                  | 0         |
| УКУПНО | 917    | 187              | 603          | 111            | 16                 | 0         |

| Пол    | Укупно                    | Пољопривреда, лов и шумарство | Рибарство                            | Вађење руде и камена | Прерађивачка индустрија       |
| ------ | ------------------------- | ----------------------------- | ------------------------------------ | -------------------- | ----------------------------- |
| Мушки  | 234                       | 67                            | 0                                    | 1                    | 109                           |
| Женски | 151                       | 55                            | 0                                    | 0                    | 44                            |
| УКУПНО | 385                       | 122                           | 0                                    | 1                    | 153                           |
| Пол    | Производња и снабдевање   | Грађевинарство                | Трговина                             | Хотели и ресторани   | Саобраћај, складиштење и везе |
| Мушки  | 1                         | 5                             | 13                                   | 3                    | 10                            |
| Женски | 1                         | 1                             | 21                                   | 7                    | 1                             |
| УКУПНО | 2                         | 6                             | 34                                   | 10                   | 11                            |
| Пол    | Финансијско посредовање   | Некретнине                    | Државна управа и одбрана             | Образовање           | Здравствени и социјални рад   |
| Мушки  | 1                         | 15                            | 3                                    | 0                    | 3                             |
| Женски | 0                         | 8                             | 1                                    | 6                    | 3                             |
| УКУПНО | 1                         | 23                            | 4                                    | 6                    | 6                             |
| Пол    | Остале услужне активности | Приватна домаћинства          | Екстериторијалне организације и тела | Непознато            | Непознато                     |
| Мушки  | 0                         | 0                             | 0                                    | 3                    | 3                             |
| Женски | 1                         | 1                             | 0                                    | 1                    | 1                             |
| УКУПНО | 1                         | 1                             | 0                                    | 4                    | 4                             |